# Niels Haarup Bang
Niels Haarup Bang, född 2 februari 1857, död 21 oktober 1934, var en dansk skolman och filosof.
Bang blev teologie kandidat 1880, och var därefter lärare vid olika skolor. År 1897 blev han filosofie doktor och var vice skoldirektör 1900–1915, samt skoldirektör i Köpenhamn 1915–1919. Han var även redaktör för Vor Ungdom 1904–1916.
Av Bangs pedagogiska skrifter märks: Oversigt over Opdragelsens og Skolens Historie (1899, svensk översättning 1911, 4:e upplagan 1923), Opdragelse og Undervisning i det 19. Aarhundrede (1921, svensk översättning samma år). Av hans filosofiska arbeten kan nämnas: Begrebet Moral, Analyse og Kritik (1897) och Aarsagsforestillingen (1925).